# Jícen

Slovo jícen (esophagus, oesophagus) pochází z řeckého οἰσοφάγος (oisophagos). Vzniklo ze dvou kořenů (eosin) nést a (phagos) jíst. Jícen je orgán trávicí trubice u obratlovců, spojující hltan a žaludek, případně předžaludek u přežvýkavců. Jeho hlavní funkcí je transport potravy pomocí peristaltických stahů. U člověka je dlouhý asi 25 cm a jeho průměr v klidovém stavu kolem 1,5 cm, který se ovšem mění podle velikosti polknutého sousta, může se roztáhnout až na dvojnásobek. Potrava v něm přetrvává po 2–3 sekundy. U člověka je uložen dorzálně za průdušnicí. Ve střední části krku probíhá nalevo od průdušnice, postupuje hrudní dutinou mezihrudním prostorem (mediastinem) mezi levou a pravou plící a následně otvorem zvaným hiatus esophageus projde bránicí do břišní dutiny, kde vstoupí do horní části žaludku. Během polykání se epiglottis sklápí dozadu, aby se potrava nedostala do hrtanu a plic.
Histologická stavba je tvořena čtyřmi vrstvami. Výstelku jícnu tvoří vrstevnatý dlaždicovitý epitel, sliznice je v klidu složena v podélné řasy, které mají schopnost vyhladit se při průchodu sousta. Nejhojněji zastoupenou části stěny je svalovina, v horní polovině je jícen tvořen příčně pruhovaným svalstvem a v dolní části hladkým svalstvem.
Jícen může být postižen gastroezofageálním refluxem, rakovinou, výrazně rozšířenými cévami zvanými varixy, které mohou silně krvácet, trhlinami, zúžením a poruchami hybnosti. Onemocnění mohou způsobovat potíže s polykáním (dysfagie), bolestivé polykání (odynofagie), bolest na hrudi nebo nezpůsobují žádné příznaky. Klinická vyšetření zahrnují rentgenové vyšetření při polykání síranu barnatého, endoskopii a CT vyšetření. Chirurgicky je jícen obtížně přístupný kvůli své poloze mezi kritickými orgány a umístění mezi hrudní kostí a páteří.

## Poloha
Jícen začíná vzadu v ústech, prochází dolů zadní částí mediastina, bránicí a ústí do žaludku. U člověka jícen obvykle začíná přibližně na úrovni šestého krčního obratle za štítnou chrupavkou průdušnice, vstupuje do bránice přibližně na úrovni desátého hrudního obratle a končí v kardii žaludku, na úrovni jedenáctého hrudního obratle. Jícen je obvykle dlouhý asi 25 cm.

## Struktura
Jícen je součástí horní části trávicí trubice. V jeho horní části se nacházejí chuťové pohárky.

### Stěna jícnu
Stěna jícnu je tvořena čtyřmi vrstvami, od dutiny jícnu směrem ven se skládá ze sliznice (mukóza), podslizničního vaziva (submukóza), vrstev svalových vláken a vnější vrstvy vaziva (adventicie). Sliznice je v klidu složena v podélné řasy, které mají schopnost vyhladit se při průchodu sousta. Sliznice je tvořena vrstevnatým dlaždicovým epitelem asi ze tří vrstev dlaždicových buněk, což kontrastuje s jednou vrstvou cylindrických buněk žaludku. Přechod mezi těmito dvěma typy epitelu je viditelný jako klikatá linie.
U člověka je většina svaloviny hladká, ale v horní třetině převažuje příčně pruhovaná svalovina (kosterní). Jícen má ve stěně dva svalové prstence neboli svěrače, jeden nahoře a druhý dole. Dolní svěrač pomáhá bránit refluxu kyselého žaludečního obsahu. Jícen má bohaté krevní zásobení a žilní drenáž. Jeho hladká svalovina je inervována autonomními nervy (sympatickými nervy prostřednictvím sympatického kmene a parasympatickými nervy prostřednictvím bloudivého nervu) a kromě toho i volními nervy (dolními motorickými neurony), které jsou vedeny v bloudivém nervu a inervují jeho příčně pruhovanou svalovinu.

### Zúžení
Jícen má čtyři zúžené oblasti. Pokud dojde k požití žíraviny nebo polknutí pevného předmětu, dojde s největší pravděpodobností k poškození jednoho z těchto čtyř míst. Zúžení vznikají v důsledku okolních struktur, které jícen stlačují. Zúžená místa jsou:
- na začátku, kde se jícen spojuje s hrtanem, za štítnou chrupavkou,
- v místě, kde jícen zepředu překřižuje aortální oblouk v horním mediastinu,
- v místě, kde je jícen stlačován levým hlavním bronchem v zadním mediastinu a
- jícnový hiatus v místě, kde prochází bránicí v zadním mediastinu.

### Svěrače
Jícen je nahoře a dole obklopen dvěma svalovými prstenci, známými jako horní jícnový svěrač a dolní jícnový svěrač.Tyto svěrače působí tak, že uzavírají jícen, když se nepolyká potrava. Horní jícnový svěrač je anatomický svěrač, známý také jako krikofaryngeální svěrač. Dolní jícnový svěrač však není anatomický, ale spíše funkční svěrač, což znamená, že funguje jako svěrač, ale nemá výrazné ztluštění jako ostatní svěrače.
Horní jícnový svěrač se skládá z kosterního svalstva, ale není pod volní kontrolou. Jeho otevření vyvolává polykací reflex. Primárním svalem horního jícnového svěrače je krikofaryngeální část dolního faryngeálního konstriktoru.
Dolní jícnový svěrač neboli gastroezofageální svěrač obklopuje dolní část jícnu na rozhraní jícnu a žaludku. Nazývá se také kardioezofageální svěrač podle přilehlé části žaludku, kardie. Dysfunkce gastroezofageálního svěrače způsobuje gastroezofageální reflux, který způsobuje pálení žáhy, a pokud k němu dochází dostatečně často, může vést ke gastroezofageální refluxní chorobě s poškozením sliznice jícnu.

### Cévní zásobení
Krev je do jícnu přiváděna mnoha tepnami, horní části jícnu a horní jícnový svěrač zásobuje arteria thyroidea inferior, části jícnu v hrudníku zásobují přímé spojky z hrudní aorty a dolní části jícnu a dolní jícnový svěrač arteria gastrica sinistra a arteria phrenica. Z klinického hlediska je mnohem významnější odtok žilní krve. Z horní a střední části jícnu odtéká do vena azygos a hemiazygos, z dolní části odtéká přes vena gastrica sinistra do portální žíly. Lymfa z horní třetiny jícnu je odváděna do hlubokých krčních lymfatických uzlin, ze střední části jícnu odtéká do horních a zadních mediastinálních lymfatických uzlin a z dolní části jícnu do žaludečních a celiakálních lymfatických uzlin.

### Nervové zásobení
Jícen je inervován bloudivým nervem a krčním a hrudním sympatickým kmenem. Bloudivý nerv má parasympatickou funkci, zásobuje svaly jícnu a má důležitou roli při iniciaci peristaltiky. Sympatické nervové zásobení reguluje zužování cév, kontrakce jícnových svěračů, relaxaci svalové stěny a zvýšení peristaltické aktivity. Čití podél jícnu zajišťuje bloudivý nerv a vnímání bolesti prochází sympatickým kmenem.

### Gastroezofageální spojení
Gastroezofageální spojení je spojení mezi dolní částí jícnu a žaludkem. Růžová barva sliznice jícnu kontrastuje s tmavší červenou barvou sliznice žaludku a přechod sliznice lze pozorovat jako nepravidelnou klikatou čáru, která se často nazývá z-linie. Histologické vyšetření ukáže náhlý přechod mezi vrstevnatým dlaždicovým epitelem jícnu a jednoduchým cylindrickým epitelem žaludku. Za normálních okolností se kardie žaludku nachází bezprostředně distálně od linie z, která se shoduje s horní hranicí žaludečních záhybů kardie. U Barrettova jícnu, kde je anatomie sliznice narušena, lze skutečné gastroezofageální spojení identifikovat spíše podle horní hranice žaludečních záhybů než podle přechodu sliznice.

## Funkce

### Polykání a posun potravy do žaludku
Potrava je přijímána ústy a po polknutí přechází nejprve do hltanu a poté do jícnu. Jícen je tedy jednou z prvních součástí trávicí soustavy a trávicího traktu. Poté, co potrava projde jícnem, vstupuje do žaludku. Při polykání potravy se epiglotis sklápí dozadu, aby zakryla hrtan a zabránila tak vniknutí potravy do průdušnice. Současně se uvolní horní jícnový svěrač a tím umožní vniknutí sousta do jícnu. Peristaltické stahy jícnového svalstva posunují potravu dolů do jícnu. Tyto rytmické stahy vznikají reflexně jako reakce na potravu v ústech a zároveň jako reakce na přítomnost potravy v jícnu. Současně s peristaltikou dochází k uvolnění dolního jícnového svěrače.

## Choroby jícnu

### Gastroezofageální reflux
Gastroezofageální reflux (anglicky GERD gastroesophageal reflux disease) je chronické onemocnění, při němž se obsah žaludku trvale a pravidelně vrací do jícnu. Mezi příznaky patří obtíže s polykáním, pálení žáhy, bolestivé polykání, regurgitace, bolest na hrudi, chronický kašel, chrapot, refluxem vyvolaná laryngitida nebo astma. V dlouhodobém horizontu a při neléčeném stavu mohou vzniknout komplikace, jako je ezofagitida, striktura jícnu a Barrettův jícen.

### Zánět
Zánět jícnu se označuje jako ezofagitida. K zánětu jícnu může vést reflux žaludečních kyselin ze žaludku, infekce, požité látky (například žíraviny), některé léky (například bisfosfonáty) a potravinové alergie. Při oslabené imunitě může dojít ke kandidóze jícnu (infekci kvasinkami Candida albicans).
Ezofagitida může způsobovat bolestivé polykání a obvykle se léčí odstraněním vyvolávající příčiny - například léčbou refluxu nebo infekce.

### Barrettův jícen
Při tomto onemocnění dochází k přeměně sliznice dolní části jícnu, která se mění z vrstevnatého dlaždicového epitelu na jednoduchý cylindrický epitel. Předpokládá se, že ke vzniku Barrettova jícnu přispívá dlouhodobý zánět, zejména v důsledku žaludečního refluxu. Barrettův jícen je považován za jeden z hlavních faktorů, které přispívají ke vzniku rakoviny jícnu.

### Rakovina
Existují dva hlavní typy rakoviny jícnu. Dlaždicobuněčný karcinom je karcinom, který se může vyskytovat v dlaždicových buňkách vystýlajících jícen. Tento typ je mnohem častější v Číně a Íránu. Druhým hlavním typem je adenokarcinom, který se vyskytuje ve žlázách ve stěně jícnu. Ten je nejčastější ve vyspělých zemích u osob s Barrettovým jícnem a vyskytuje se v cylindrických buňkách. Existují také smíšené typy rakoviny jícnu.
V časných stadiích nemusí mít rakovina jícnu vůbec žádné příznaky. V závažných stadiích může rakovina jícnu nakonec způsobit obstrukci jícnu, což velmi ztěžuje polykání jakékoli pevné stravy a způsobuje úbytek hmotnosti. Stupeň vývoje rakoviny se určuje pomocí systému, který měří, jak hluboko do stěny jícnu rakovina pronikla, kolik lymfatických uzlin je postiženo a zda se v různých částech těla nacházejí metastázy. Rakovina jícnu se může léčit radioterapií, chemoterapií a může se také řešit částečným chirurgickým odstraněním jícnu. K novějším metodám léčby patří cílená léčba a imunoterapie. K zajištění dostatečného množství potravy a vody může být také použito zavedení stentu do jícnu nebo zavedení nazogastrické sondy. Při pokročilé formě rakoviny jícnu je poskytována paliativní léčba.

### Jícnové varixy
Jícnové varixy jsou rozšířené žilní pleteně, které se nacházejí v dolní třetině jícnu. Vznikají při chronickém onemocnění jater, nejčastěji jsou důsledkem portální hypertenze (přetlak ve vrátnicové žíle), běžně způsobené pokročilou jaterní cirhózou. Nevyvolávají žádné příznaky, dokud neprasknou. Krvácející varix může způsobit zvracení krve a nález černé natrávené krve ve stolici. Prasklý varix je považován za smrtelně nebezpečnou komplikaci, protože dochází k silnému krvácení a rozvoji šokového stavu.

### Poruchy motility
Několik poruch ovlivňuje motilitu potravy při jejím pohybu jícnem. To může způsobit obtížné polykání, tzv. dysfagii, nebo bolestivé polykání, tzv. odynofagii. Achalázie znamená poruchu správného uvolnění dolního jícnového svěrače a obvykle se rozvíjí v pozdějším věku. To vede k postupnému zvětšování jícnu a případně ke vzniku megaesofagu. Louskáčkový jícen se vyznačuje velmi bolestivým polykáním. Difuzní spasmus jícnu je křeč jícnu, která může být jednou z příčin bolesti na hrudi. Takováto přenesená bolest do stěny horní části hrudníku je u onemocnění jícnu poměrně častá. Skleróza jícnu, například při sklerodermii, může způsobit ztvrdnutí stěn jícnu a narušit peristaltiku.

## Ostatní obratlovci
U čtyřnožců je hltan mnohem kratší a jícen přiměřeně delší než u ryb. U většiny obratlovců je jícen pouhou spojovací trubicí, ale u některých ptáků, kteří k výživě mláďat regurgitují složky potravy, je prodloužen směrem k dolnímu konci a tvoří sběrnou kapsu pro ukládání potravy před vstupem do vlastního žaludku. U přežvýkavců, tedy zvířat se čtyřmi žaludky, se v jícnu často nachází žlábek zvaný sulcus reticuli, který umožňuje odtok mléka přímo do zadního žaludku, abomasum. U koní je jícen dlouhý asi 1,2 až 1,5 m a se žaludkem ho spojuje svalový prstenec, nazývaný srdeční svěrač. Tento svěrač je u koní velmi dobře vyvinutý. Spolu se šikmým úhlem, pod kterým se jícen napojuje na žaludek, vysvětluje, proč koně ani při přeplněném žaludku nemohou zvracet.
Jícen hadů je pozoruhodný tím, jak se při polykání kořisti roztahuje.
U většiny ryb je jícen extrémně krátký, především kvůli délce hltanu, který je spojen se žábrami. Některé ryby, včetně mihulí, chimér a plicnatých ryb, však nemají pravý žaludek, takže jícen ve skutečnosti vede z hltanu přímo do střeva, a je proto o něco delší.
U mnoha obratlovců je jícen vystlán vrstevnatým dlaždicovým epitelem bez žláz. U ryb je jícen často vystlán cylindrickým epitelem a u obojživelníků, žraloků a rejnoků je jícnový epitel řasinkový a kromě svalové peristaltiky pomáhá vyplavovat potravu. V jícnu netopýra Plecotus auritus, ryb a některých obojživelníků byly nalezeny žlázy vylučující pepsinogen nebo kyselinu chlorovodíkovou.
Svalovina jícnu u mnoha savců je zpočátku příčně pruhovaná, ale poté se zhruba v dolní třetině mění na hladkou svalovinu. U psovitých šelem a přežvýkavců je však po celém průběhu příčně pruhovaná, aby umožnila regurgitaci za účelem krmení mláďat (psovité šelmy) nebo za účelem žvýkání (přežvýkavci). U prasete je těsně před vstupem do žaludku svalovina hladká, u koně a kočky je v poslední třetině jícnu hladká svalovina. Také u obojživelníků, plazů a ptáků je jícen tvořen ze svaloviny hladké.
Navzdory všeobecnému přesvědčení by jícnem velryby neprošlo tělo dospělého člověka, protože jeho průměr je obvykle menší než 10 cm, i když u větších velryb může mít při plném roztažení až 25 cm.